# ソモサ
ソモサ（Somoza）は、ニカラグアの政権を支配してきた一族。ソモサ一族（La familia Somoza）。
アメリカの武力干渉下に創設された国家警備隊を背景に3代に渡る親米政権を樹立し、独裁を続ける。親子で計43年にも及んだ支配はソモサ王朝と呼ばれた。
ニカラグアの国内総生産の約半分をソモサ一家の系列企業などで独占していたといわれ、アナスタシオ・ソモサ・ガルシアの暗殺後、長男ルイス・ソモサ・デバイレと次男アナスタシオ・ソモサ・デバイレが相次いで大統領となったが、1979年のサンディニスタ革命で倒された。

## 大統領任期
- アナスタシオ・ソモサ・ガルシア (1937-1947, 1950-1956)
- ルイス・ソモサ・デバイレ (1956-1963)
- アナスタシオ・ソモサ・デバイレ (1967-1972, 1974-1979)